# Federación Navarra de Ciclismo
La Federación Navarra de Ciclismo (FNC) el organismo que gestiona el ciclismo en la Comunidad Foral de Navarra.

## Historia
La Federación Navarra de Ciclismo se constituyó el 19 de mayo de 1951 gracias a su impulsor José María Claramunt Broto, un catalán de nacimiento y navarro de adopción, vinculado estrechamente al ciclismo como delegado de la Unión Velocípeda Española, presidiendo el Comité Regional Nº4, y como presidente en varias ocasiones de la Unión Ciclista Navarra.

### Presidentes[1]
- José María Claramunt (1951-1960).
- Ignacio Orbaiceta (1960-1967).
- Ambrosio Larrera (1967-1978).
- Josetxo Escurra (enero de 1978-octubre de 1978).
- Miguel Lizarraga (noviembre de 1978-1980).
- José María Miqueo (1981-1987).
- José Aurelio Barber (1988).
- Cruz Urabayen (1989-2000).
- Alberto Reta (2000-2004).
- Félix Urra (2004-2005).
- Charo Suescun (2005-2008).
- Pedro Sagardoy (preside una comisión gestora de mayo a julio de 2008).
- José Félix Santesteban (2008-2012).
- Ander Villanueva Oller (2012-Actualidad).[2][3][4]

## Sede
Las oficinas de este organismo se encuentran situadas en la 4ª planta de la calle Paulino Caballero Nº 13, en Pamplona.

## Convenios de colaboración
Este organismo tiene un convenio de colaboración desde 2009 con el Colegio Oficial de Médicos de Navarra.